# Annick Borel
Pour les articles homonymes, voir Borel.
Annick Borel, de son vrai nom Anne Borel, née à Besançon le 13 mars 1949, est une actrice française spécialisée dans les rôles érotiques.

Son prénom est parfois orthographié Annik.
Son rôle le plus marquant est celui de Daniella Neseri dans La Louve sanguinaire, une jeune femme atteinte de lycanthropie.

## Filmographie
- 1971 : Weekend with the Babysitter de Tom Laughlin : Doris
- 1972 : Prison Girls de Tom DeSimone (en)
- 1972 : Blood Orgy of the She Devils de Ted V. Mikels : La sorcière
- 1974 : Truck Turner & Cie de Jonathan Kaplan : Stalingrad
- 1976 : Le Secret de la panthère noire (Μαύρη Αφροδίτη) de Pavlos Filippou : Edwige
- 1976 : La Louve sanguinaire (La lupa mannara) de Rino Di Silvestro : Daniella Neseri
- 1978 : L'Amour chez les poids-lourds (I grossi bestioni) de Jean-Marie Pallardy : Le travesti